# Shipley, Northumberland
Shipley är en ort i civil parish Eglingham, i grevskapet Northumberland i England. Orten är belägen 6 km från Alnwick. Shipley var en civil parish 1866–1955 när det uppgick i Eglingham. Civil parish hade 60 invånare år 1951.